# 三爪子坑溪分洪隧道
三爪子坑溪分洪隧道位於新北市瑞芳區三爪子坑路,採分洪隧道方式,降低東和、爪峰地區淹水潛勢。

## 背景
今新北市瑞芳區爪峰及東和地區地勢低漥,每逢雨季必造成淹水災情,為解決水患之苦,配合水利署的「基隆河整體治理計畫」,進行分洪工程。

## 工程簡介
三爪子坑溪處設置分洪改道工程,以降低洪峰水流量。全長約500米,主要工程為分流堰、分洪隧道及出口段分流壓力箱涵。分洪隧道長近320米,直徑4米,於出口段設計分流壓力箱涵,將洪水有效排入基隆河以達疏洪效果。

## 排水量
三爪子坑溪分洪隧道排水量每秒可達60頓,結合東和、爪峰一號抽水站及爪峰二號共三座抽水站之運作,以解決三爪子坑溪流域範圍內的水患。

## 時間
於2008年4月30日完工